# 秦二世
秦二世（前230年—前207年10月1日），嬴姓，名胡亥，秦朝第二位皇帝，秦始皇第十八子。从中车府令赵高学习狱法。西元前210年，秦始皇出游南方，病死沙丘宫，隨同出遊的嬴胡亥即位為二世皇帝。秦二世即位后，殺兄弟姐妹二十余人，赵高掌权，实行残暴统治，终于激起陈胜、吴广的大澤之變，山東六國旧公室也乘機各自复国。西元前207年赵高的女婿阎乐強逼嬴胡亥自刎于望夷宫，卒年24岁。

## 生平

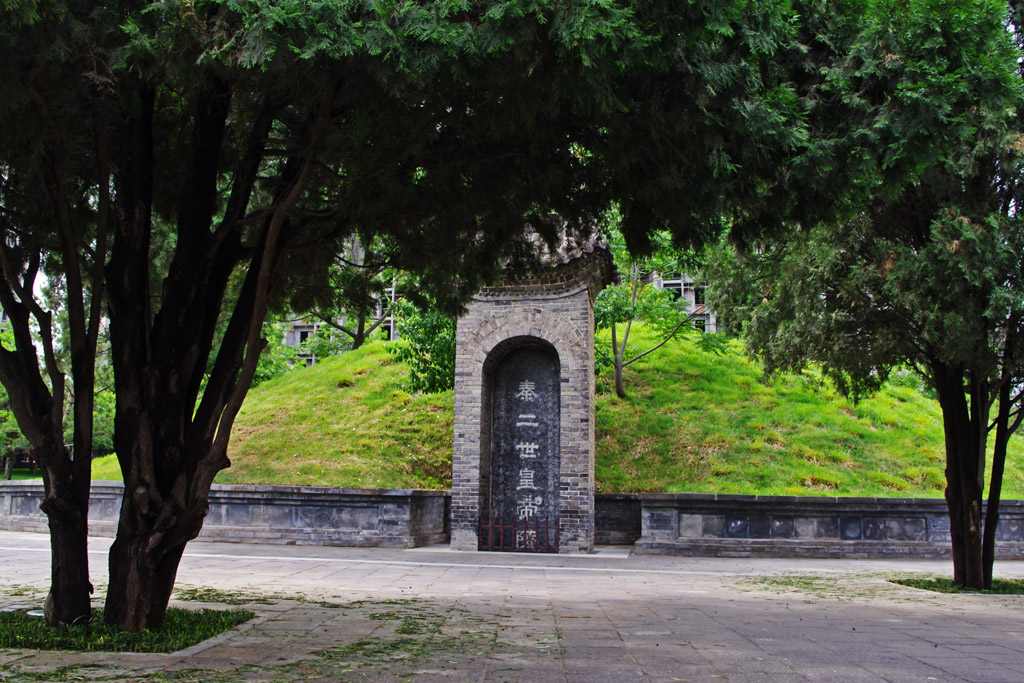
胡亥墓碑，清朝所立，僅為胡亥墓附近可能位置，非正式位置

胡亥奉始皇帝敕令，從中車府令趙高學習法律。秦始皇三十七年十月癸丑，秦始皇出遊。左丞相李斯陪同皇帝。胡亥受到秦始皇寵愛，要求同行，皇帝同意了胡亥的請求。秦始皇三十七年（前210年）夏六月，始皇崩於沙丘平台，丞相李斯恐天下有变，乃秘不发丧，棺载辒辌车中。所至，百官奏事如故，宦者辄从车中可其奏事，独胡亥、赵高及宦者五六人知。秦始皇临死让赵高传旨由长子扶苏继位，赵高没有传达，劝胡亥代兄继位，胡亥说秦始皇传位扶苏的意图很明显，不愿越兄而立，但最终还是被赵高说服。赵高又说服丞相李斯，诈称受始皇遗诏于沙丘，立胡亥为太子，再矫秦始皇诏赐死扶苏、蒙恬，是為沙丘之變。夏八月，从直道至咸阳，发丧。太子胡亥袭位，为二世皇帝，時年二十一歲。
秦二世即位後，於明年秦二世元年十月四日戊寅（儒略曆前210年11月21日），大赦天下。二十日甲午（儒略曆前210年12月7日），頒布登基文告。任命趙高為郎中令，決斷政事。春季，二世開始全國巡遊之旅，至四月結束。二世即位之初，認為不宜放始皇的後宮妃嬪出宮，下令秦始皇後宮無子者皆令殉葬，「死者甚眾」。在埋葬秦始皇時关闭秦始皇陵中羡门，下外羡门，將全部工匠悶死在裏。徵調武士五萬人屯衛咸陽，令教射狗馬禽獸。當時天空曾出現「日月薄食」的天文景象。趙高告訴二世，諸公子和大臣心中不服，應該殺死他們。二世聽從趙高建議， 將十二個公子在咸陽街頭斬首示眾，並將十個公主在杜縣肢解，场面极其残忍。
二世不聽丞相李斯等人的建議，繼續修建阿房宮，又修建直道和驰道，这些工程直到秦朝滅亡都沒有完工。二世繼續大規模役使百姓，徭役和兵役比秦始皇時期更加繁重，導致當時各地民怨四起，民不聊生。二世時期，法律愈加殘酷，以各種罪名殺死大臣，大肆屠戮近侍官员，中郎、外郎、散郎无一幸免。當時大臣進諫就被認為是誹謗，官員為保住官位和性命，只得屈從討好，老百姓個個恐慌不已。这些暴政加速了秦朝的滅亡。
秦朝的暴政在當年七月激起了陳勝、吳廣的大泽乡起義。左丞相李斯與右丞相馮去疾、大將軍馮劫上書請求停止修建阿房宮，減輕各種苛捐雜稅，二世沒有同意。秦二世聽信趙高讒言，誅殺李斯，賜死馮去疾和馮劫。李斯死后，秦二世拜赵高为中丞相，事無巨細皆决於赵高。
秦二世三年七月，章邯投降西楚軍項羽，劉邦攻下武關，趙高惶恐。八月己亥（前207年9月27日），中丞相赵高欲为乱，恐群臣不听，乃先设验，持鹿献于秦二世曰：“马也。”秦二世笑曰：“丞相误邪，谓鹿为马！”群臣皆畏赵高，莫敢言其过。成語“指鹿为马”由此而來。之后，秦二世乃出居望夷宫，想要祭祀涇水水神，並浸死四白馬。过三日，因秦二世派使者责问赵高关东盗贼的事情，赵高心中大为恐惧，遂與其婿咸陽令閻樂以及弟弟趙成合謀，決定殺死二世，立子嬰為帝，遂派弟弟赵成作为内应，声称有盗贼作乱，命阎乐发兵抓捕盗贼。阎乐率吏卒一千多人包围望夷宫，杀死卫令后攻入宫中，逼胡亥自殺，對他說：「足下驕恣，誅殺無道，天下共畔足下，足下其自為計。」史称望夷宫之变。儘管秦二世臨死前說寧願只當一位万户侯或平民百姓，然而阎乐皆不准，命令他的士兵前進。秦二世自殺，時年24岁，以平民之禮葬於杜南宜春苑中。墓地在今西安市雁塔區曲江鄉曲江池村南緣台地上，稱胡亥墓。二世死後僅四十六天，劉邦就攻入咸陽，子嬰向劉邦投降，秦朝滅亡。秦二世是秦朝最後一個皇帝（子嬰僅稱秦王，未稱帝）。

## 年齡问题
秦二世即位年齡有兩種說法：
- 一是《史記·秦始皇本紀》云「二世皇帝元年，年二十一」，即秦王政十八年（前230年）出生。
- 二是《秦記》「二世生十二年而立」，以始皇三十七年八月立，即始皇二十六年（前222年）出生。

時至今日，秦二世二十一歲即位說影響甚廣，馬非百、王蘧常，英人杜希德等均從此說，杜希德還明確考辨「他當時二十一歲，《史記》卷六的結尾誤作十二歲」。

## 紀年
| 秦二世皇帝 | 元年    | 2年     | 3年     |
| ---------- | ------- | ------- | ------- |
| 西元       | 前209年 | 前208年 | 前207年 |
| 干支       | 壬辰    | 癸巳    | 甲午    |

## 家庭
- 父親秦始皇帝。
- 母親，不詳，野史記載為胡姬。
- 妻子，姓名不詳，《史记·秦始皇本纪》记载秦二世临死前哀求咸阳县令阎乐说：“愿与妻子为黔首，比诸公子”。
- 儿子，名字不详。
- 大哥：扶苏。
- 其他兄弟：公子将闾、公子高。秦二世将兄长十二名公子戮死于咸阳；公子荣禄等六名公子、陽滋公主在內的十名公主皆被戮死于杜[13][14]。

## 動漫
- 《天子傳奇3流氓天子》

## 影視形象
- 1974年台灣中視古裝劇《一代暴君》，由蕭堯飾演。
- 1994年香港電影《西楚霸王》，由张世飾演。
- 2001年中國大陸古裝劇《秦始皇》，由王茂雷飾演。
- 2004年香港TVB古裝劇《楚汉骄雄》，由李泳豪飾演。
- 2005年香港電影《神話》，由张益群飾演。
- 2006年中國大陆古裝劇《楚汉风云》，由贾兆冀飾演。
- 2009年中国大陆民初剧《玫瑰江湖》（时代背景改编），由刘宇桥饰演。
- 2010年中國大陆古裝科幻劇《神話》，由彭大雄飾演。
- 2012年中國大陆古裝劇《楚汉传奇》，由于滨飾演。
- 2012年中國大陆古裝劇《王的女人》，由于毅飾演。
- 2015年中國大陆古裝劇《秦时明月》，由姚一奇飾演。